# Ángel Calvo
Ángel Calvo  conocido como Calvo (Baracaldo, Vizcaya, 1 de marzo de 1919 - id. 9 de agosto del 1990) fue un futbolista español. Desarrolló la mayor parte de su carrera profesional en el RCD Español, donde estuvo 7 temporadas. Fue durante muchos años fue el máximo goleador de este equipo en Primera División.

## Trayectoria
Nacido en Baracaldo (Vizcaya), fichó por el RCD Español en 1944, con 25 años. Debutó con el primer equipo el 24 de septiembre de 1944 en el partido que los blanquiazules jugaron en Sarriá con el Sporting de Gijón (0-0). Aunque no destacaba por su técnica, se convirtió en un gran goleador por su lucha constante y su entrega. Rápidamente el entrenador Pepe Albéniz lo puso como fijo y él respondió a la confianza con 11 goles en 21 partidos. Al siguiente año, consiguió 13 goles. En uno de ellos, fue el artífice de la remontada ante el Atlético Aviación en Sarriá lo que le valió salir a hombros del césped.
En la temporada 1946/47, marcó 19 goles en 23 partidos de Liga, aunque el más importante lo consiguió ante el Real Murcia en la última jornada de liga donde ambos equipos se disputaban jugar la promoción de descenso a Segunda. 
En su última temporada marcó cuatro goles en 9 partidos y sumó 69 goles en Primera División, lo que le convirtió en el máximo goleador de la historia del club, hasta ser superado por Juliano Arcas. Ahora es el cuarto máximo artillero de los pericos después de Raúl Tamudo, Rafael Marañón y el propio Arcas.
En 1951 y en Burgos se sacó el carnet de entrenador.

## Clubes
| Club        | País   | Año       |
| ----------- | ------ | --------- |
| RCD Español | España | 1944-1951 |